# Contea di Carroll (Illinois)
La contea di Carroll (in inglese Carroll County) è una contea dello Stato dell'Illinois, negli Stati Uniti. La popolazione al censimento del 2000 era di 16 674 abitanti. Il capoluogo di contea è Mount Carroll.

## Città
- Lanark
- Mount Carroll
- Savanna